# فريد بيكرينغ
فرد بيكرينغ (بالإنجليزية: Fred Pickering)‏ (19 يناير 1941 ببلاكبرن في المملكة المتحدة - ) هو لاعب كرة قدم بريطاني في مركز الهجوم. شارك مع منتخب إنجلترا لكرة القدم. أما مع النوادي، فقد لعب مع برايتون أند هوف ألبيون وبرمنغهام سيتي وبلاكبيرن روفرز ونادي إيفرتون ونادي بلاكبول.

## مسيرته الكروية
لعب فريد بيكرينغ خلال مسيرته الاحترافية مع 5 أندية في خمسة عشر موسمًا وسجل خلالها 168 هدف ضمن 354 مباراة. حيث فاز في موسم واحد بالكأس ولم يفز بأي دوري.
خاض فريد بيكرينغ مسيرته مع نادي بلاكبيرن روفرز في موسم 1959–60 في المرة الأولى ليلعب معه خمسة مواسم ثم في موسم 1970–71 لمدة موسم واحد، مشاركًا طوالها في 134 مباراة سجل خلالها 61 هدفًا. ثم انتقل إلى نادي إيفرتون في موسم 1963–64 ليلعب معه أربعة مواسم، حيث شارك في 97 مباراة سجل خلالها 56 هدفًا. لينتقل بعدها إلى نادي برمنغهام سيتي في موسم 1967–68 ولمدة موسمين، مشاركًا في 74 مباراة سجل خلالها 27 هدفًا. ثم انتقل إلى نادي بلاكبول في موسم 1969–70 ولمدة موسمين، مشاركًا في 49 مباراة سجل خلالها 24 هدفًا. هذا وانتقل لاحقًا إلى نادي برايتون أند هوف ألبيون في موسم 1971–72 لمدة موسم واحد، لم يشارك في أي مباراة ولم يسجل أي هدف.

## وصلات خارجية
- فريد بيكرينغ على موقع قاعدة بيانات كرة القدم.إي يو (الإنجليزية)
- فريد بيكرينغ على موقع ناشيونال فوتبول تيمز (الإنجليزية)